# 엽호
《엽호》(중국어 간체자: 猎狐, 정체자: 獵狐, 병음: Liè Hú 례후[*])는 2020년 방송되었던 중국의 드라마이다.

## 소개
- 경제 범죄 사건을 해결하고 국경을 넘나들며 수사를 벌이는 경제 경찰의 이야기를 다룬 드라마

## 등장 인물
- 왕카이 - 하원 역
- 왕어우 - 오가기 역
- 후준 (胡军) - 양건군 역
- 류이쥔 - 왕백림 역
- 푸징 (傅菁) - 양건추 역
- 진초한 (陈楚翰) - 당홍 역
- 왕동휘 (王同辉) - 손명 역
- 교대위 (乔大韦) - 조해청 역
- 덩자자 - 우소훼 역
- 장도 (章涛) - 학소강 역